# Вілмінгтон (Делавер)
Вілмінгтон (англ. Wilmington) — місто (англ. city) в окрузі Нью-Касл штату Делавер США. Населення — 70 898 осіб (2020). Назване на честь Спенсера Комптона, графа Вілмінґтона.

## Географія
Вілмінгтон розташований за координатами 39°44′7″ пн. ш. 75°31′45″ зх. д. / 39.73528° пн. ш. 75.52917° зх. д. (39.735226, -75.529289).  За даними Бюро перепису населення США в 2010 році місто мало площу 43,89 км², з яких 28,24 км² — суходіл та 15,65 км² — водойми.

### Клімат
| Клімат : Вілмінгтон     | Клімат : Вілмінгтон | Клімат : Вілмінгтон | Клімат : Вілмінгтон | Клімат : Вілмінгтон | Клімат : Вілмінгтон | Клімат : Вілмінгтон | Клімат : Вілмінгтон | Клімат : Вілмінгтон | Клімат : Вілмінгтон | Клімат : Вілмінгтон | Клімат : Вілмінгтон | Клімат : Вілмінгтон | Клімат : Вілмінгтон |
| Показник                | Січ.                | Лют.                | Бер.                | Квіт.               | Трав.               | Черв.               | Лип.                | Серп.               | Вер.                | Жовт.               | Лист.               | Груд.               | Рік                 |
| Абсолютний максимум, °C | 23,9                | 25,6                | 30,0                | 36,1                | 36,7                | 38,9                | 41,1                | 41,7                | 37,8                | 34,4                | 29,4                | 23,9                | 41,7                |
| Середній максимум, °C   | 4,6                 | 6,4                 | 11,3                | 17,5                | 22,8                | 27,7                | 30,1                | 29,0                | 25,2                | 19,0                | 13,2                | 7,0                 | 17,8                |
| Середній мінімум, °C    | −4,1                | −2,9                | 0,9                 | 6,1                 | 11,4                | 17,0                | 19,8                | 18,9                | 14,6                | 7,8                 | 3,0                 | −1,8                | 7,6                 |
| Абсолютний мінімум, °C  | −25,6               | −26,1               | −16,7               | −11,7               | −1,1                | 4,4                 | 8,9                 | 6,1                 | 0,0                 | −5                  | −11,7               | −21,7               | −26,1               |
| Норма опадів, мм        | 76                  | 68                  | 100                 | 89                  | 100                 | 99                  | 116                 | 83                  | 110                 | 87                  | 79                  | 88                  | 1094                |
| Днів з опадами          | 10,5                | 9,4                 | 10,7                | 11,3                | 11,2                | 10,3                | 9,9                 | 8,1                 | 8,5                 | 8,3                 | 9,2                 | 10,3                | 117,7               |
| Днів зі снігом          | 4,3                 | 3,6                 | 1,3                 | 0,4                 | 0                   | 0                   | 0                   | 0                   | 0                   | 0                   | 0,2                 | 2,0                 | 11,8                |
| ----------------------- | ------------------- | ------------------- | ------------------- | ------------------- | ------------------- | ------------------- | ------------------- | ------------------- | ------------------- | ------------------- | ------------------- | ------------------- | ------------------- |
| Джерело: NOAA           |                     |                     |                     |                     |                     |                     |                     |                     |                     |                     |                     |                     |                     |

## Демографія
Згідно з переписом 2010 року, у місті мешкала 70 851 особа в 28 615 домогосподарствах у складі 15 398 родин. Густота населення становила 1614 особи/км².  Було 32820 помешкань (748/км²).
Расовий склад населення:
| - 58,0 % — чорних або афроамериканців - 32,6 % — білих - 1,0 % — азіатів - 0,4 % — корінних американців - 5,4 % — осіб інших рас |

До двох чи більше рас належало 2,6 %. Частка іспаномовних становила 12,4 % від усіх жителів.
За віковим діапазоном населення розподілялося таким чином: 24,4 % — особи молодші 18 років, 64,0 % — особи у віці 18—64 років, 11,6 % — особи у віці 65 років та старші. Медіана віку мешканця становила 34,3 року. На 100 осіб жіночої статі у місті припадало 90,5 чоловіків;  на 100 жінок у віці від 18 років та старших — 87,3 чоловіків також старших 18 років.
Середній дохід на одне домашнє господарство  становив 61 155 доларів США (медіана — 40 465), а середній дохід на одну сім'ю — 68 267 доларів (медіана — 50 737). Медіана доходів становила 48 339 доларів для чоловіків та 37 830 доларів для жінок. За межею бідності перебувало 24,5 % осіб, у тому числі 34,7 % дітей у віці до 18 років та 20,5 % осіб у віці 65 років та старших.
Цивільне працевлаштоване населення становило 31 294 особи. Основні галузі зайнятості: освіта, охорона здоров'я та соціальна допомога — 27,2 %, роздрібна торгівля — 12,5 %, науковці, спеціалісти, менеджери — 12,0 %, фінанси, страхування та нерухомість — 12,0 %.

## Українська діаспора
В місті знаходиться церква Петра і Павла УПЦ в США.

## Відомі уродженці
- Гідеон Денні (1830—1886) — художник-мариніст
- Естель Тейлор (1894—1958) — американська актриса
- Гелен Фарр Слоан (1911—2005) — американська художниця, меценатка в галузі мистецтва, педагог.
- Джордж Велч (1918—1954) — американський льотчик-ас Другої світової війни.
- Майкл Касл (* 1939) — американський юрист і політик.
- Єлена Делле Донн (нар. 1989) — професійна баскетболістка.